# بليك ستيرن
بليك ستيرن (بالإنجليزية: Blake Stern)‏ هو مغني أمريكي، ولد في 25 يونيو 1917 في لوغان في الولايات المتحدة، وتوفي في 22 ديسمبر 1987.